# سلمان الجميلي
سلمان الجميلي سياسي عراقي تولى منصب وزير التخطيط في حكومة الدكتور حيدر العبادي عام 2014، وكان عضواً سابقاً في مجلس النواب العراقي ورئيس القائمة العراقية ونائب رئيس لجنة العلاقات الخارجية في مجلس النواب. ولد في الفلوجة عام 1963 وتخرج من كلية القانون والسياسة جامعة بغداد عام 1986 - 1987 ثم حصل على شهادة الدكتوراه في العلوم السياسية من جامعة النهرين. 